# Carl Weathers
Carl Weathers (ur. 14 stycznia 1948 w Nowym Orleanie, zm. 1 lutego 2024 w Los Angeles) – amerykański aktor, reżyser i producent filmowy oraz telewizyjny, zawodnik futbolu amerykańskiego.

## Życiorys

### Wczesne lata
Urodził się w Nowym Orleanie w stanie Luizjana, na południu Stanów Zjednoczonych. Jego ojciec był robotnikiem. Carl uczęszczał do St. Augustine High School, gdzie zdobył stypendium sportowe. Jego rodzice przenieśli się do Kalifornii. W 1966 roku ukończył Polytechnic High School w Long Beach. W szkole średniej był sportowcem trenującym boks, futbol amerykański, gimnastykę, judo, piłkę nożną i zapasy.

### Kariera sportowa
W 1966 roku rozpoczął swoją karierę jako linebacker w Long Beach City College w San Diego, a następnie przeniósł się na uniwersytet stanowy San Diego State University, gdzie zainteresował się uprawianiem futbolu amerykańskiego i został członkiem uczelnianej reprezentacji. W latach 1970–1971 rozegrał siedem meczów jako gracz Oakland Raiders pod kierunkiem trenera Johna Maddena. W latach 1971–1973 grał łącznie 18 meczów w lidze kanadyjskiej w drużynie British Columbia Lions. Do roku 1974 grał w lidze kanadyjskiej, w drużynie British Columbia Lions. W swojej karierze grał też w Hall of Fame Coaches Don Coryell w San Diego.

### Kariera aktorska
Debiutował w filmie sensacyjnym Teda Posta Siła magnum (Magnum Force, 1973) z serii filmów o Harrym Callahanie z Clintem Eastwoodem. Przełom nastąpił trzy lata później dzięki roli wielkiego mistrza boksu Apollo Creeda w dramacie sportowym Johna G. Avildsena Rocky (1976) u boku Sylvestra Stallone i później w następnych sequelach: Rocky II z 1979, Rocky III (1982) i Rocky IV (1985). Zagrał również u boku Arnolda Schwarzeneggera w kasowym filmie Predator w 1987 roku. Z tego filmu pochodzi również mem i ikoniczna scena siłowego uścisku dłoni Carla i Arnolda.
W 1981 roku wystąpił na scenie Los Angeles Actors' Theatre w spektaklu Nevis Mountain Dew. W 1987 roku pojawił się w teledysku Michaela Jacksona „Liberian Girl”.

### Życie prywatne
W 1973 roku poślubił Mary Ann Castle, z którą miał dwóch synów: Matthew i Jasona. Do rozwodu doszło w 1983 roku, a rok później ożenił się z Rhoną Unsell, z którą był przez 22 lata. W latach 2007–2009 był również żonaty z Jennifer Peterson.
Zmarł 1 lutego 2024 w wieku 76 lat.

## Filmografia

### Filmy fabularne
- 1973: Siła magnum jako demonstrator
- 1976: Rocky jako Apollo Creed
- 1977: Bliskie spotkania trzeciego stopnia jako MP
- 1978: Komandosi z Navarony jako sierżant Weaver
- 1979: Rocky II jako Apollo Creed
- 1981: Śmiertelne polowanie (Death Hunt) jako Sundog / George Washington Lincoln Brown
- 1982: Rocky III jako Apollo Creed
- 1985: Gorączka nocy (Braker, TV) jako porucznik Harry Braker
- 1985: Rocky IV jako Apollo Creed
- 1987: Predator jako pułkownik Al Dillon
- 1988: Szalony Jackson jako sierżant Jericho „Action” Jackson
- 1992: Huraganowy Smith (Hurricane Smith) jako Billy „Hurricane” Smith
- 1996: Farciarz Gilmore jako Chubbs Peterson
- 1997: Zasadzka na Diabelskiej Wyspie (Shadow Warriors: Assault on Devil's Island) jako Roy Brown
- 2000: Mały Nicky jako Chubbs Peterson
- 2002: Osiem szalonych nocy jako GNC Water Bottle (głos)
- 2004: Balto III: Wicher zmian jako Kirby (głos)
- 2005: Obca krew (Alien Siege) jako generał Skyler
- 2006: Gang Wielkiej Stopy (The Sasquatch Gang) jako dr Artimus Snodgrass
- 2007: Sportowy film (The Comebacks) jako Freddie Wiseman
- 2008: Phoo Action (TV) jako szef Benjamin Benson
- 2012: Ostatnia misja USS Iowa jako generał McKraken

### Seriale TV
- 1975: Kung Fu jako Bad Sam
- 1976: Barnaby Jones jako Jack Hopper
- 1976: Starsky i Hutch jako Al Martin
- 1977: Ulice San Francisco jako oficer Hague
- 2003–2007: The Shield: Świat glin jako Joe Clark
- 2004–2013: Bogaci bankruci w roli samego siebie
- 2008: Ostry dyżur jako Louie Taylor
- 2010: Świry jako Boone
- 2011–2013: Zwyczajny serial jako Bóg koszykówki (głos)
- 2013: Toy Story: Horror jako Combat Carl (głos)
- 2016: Colony jako Bolton „Beau” Miller
- 2016: Chicago PD jako prokurator stanu Mark Jefferies
- 2017: Chicago Justice jako prokurator stanu Mark Jefferies
- 2017: Star Butterfly kontra siły zła jako Omnitraxus Prime (głos)
- 2019: The Mandalorian jako Greef Karga[13]